# 私立TBC気象台
私立TBC気象台（わたくしりつティービーシーきしょうだい）とは、TBC東北放送が気象庁より東北の放送局で初めて予報業務許可事業者（第71号）に認可（2002年（平成14年）4月1日）されたことに伴い2001年（平成13年）に開設された気象台である。

## 概要
『ウォッチン!みやぎ』『Nスタみやぎ』では私立TBC気象台の天気予報が放送され、『ウォッチン!みやぎ』では特別の事情がない限り仙台管区気象台発表の予報は一切放送されない。ただし、ミニ番組「ウェザーリポート」「天気予報」「あしたの天気」などでは仙台管区気象台発表の天気予報となる。また、土曜日曜も台風情報などの気象情報がない限り仙台管区気象台の天気予報となる。
TBCテレビ地上デジタル放送のデータ放送では、私立TBC気象台が発表した情報を常時視聴することができる。

## 所属する気象予報士
- 佐藤正則
- 尾崎尚之
- 星野誠
- 上原諒

## 過去に所属していた気象予報士
- 斎藤恭紀（2002年2月 - 2008年3月。元･衆議院議員。現在は福島テレビの専属気象予報士として活躍。）
- 鈴木智恵（元FM岩手アナウンサー）

## 天気予報区分
社の方針が理由で、天気予報区分は気象庁の予報とは異なり、地域毎に細分化されたものになっている。詳細情報は以下のとおり。
- 青葉区東部
- 太白区東部
- 若林区
- 宮城野区
- 泉区
- 青葉区西部
- 太白区西部

- 名取
- 亘理
- 丸森
- 柴田
- 白石
- 川崎
- 蔵王

- 塩釜
- 松島
- 石巻
- 石巻市鮎川
- 大崎市鹿島台
- 大和
- 大崎市古川
- 加美

- 気仙沼
- 南三陸
- 登米市米山
- 栗原市若柳
- 栗原市栗駒
- 大崎市岩出山
- 大崎市鳴子

昼のニュースなどの一部時間帯では、ダイジェスト版として以下地域の予報が発表される。
- 仙台市東部
- 仙台市西部
- 白石
- 石巻
- 大崎市古川
- 気仙沼
- 大崎市鳴子

## その他
放送のほかに、インターネット上で仙台市近郊の予報を公開している（月曜-金曜の10時 - 24時まで）。
また、2004年（平成16年）10月からは、河北新報夕刊に独自予報を掲載している。月曜～金曜は前述「仙台市近郊の予報」、土曜は1ヶ月予報（執筆担当は2008年（平成21年）3月まで斎藤恭紀、同年4月から佐藤正則。なお、佐藤は3月までは三陸河北新報社発行の「リアスの風」（旧「気仙沼かほく」）の独自予報を担当していたが、2009年（平成21年）4月から毎週日曜のみ1か月予報を担当している。）。
気象台長であった斎藤恭紀がウェザーニューズ出身ということで同社との繋がりが深く、2007年（平成19年）から毎年春には同社の「花粉プロジェクト」で同気象台に自動花粉観測機が設置されている。